# Deni Koljenovic
Deni Koljenovic (* 7. Oktober 1990 in Podgorica, Montenegro) ist ein deutscher Influencer und Model.

## Leben
Deni Koljenovic wurde in Podgorica, Montenegro geboren und ist in Frankfurt am Main aufgewachsen. Sein Vater Muhamed Koljenovic war früher ein bekannter Fußballstar in Jugoslawien. Als Kind litt Deni an starker Adipositas. Seine Ärzte gaben ihm aufgrund des starken Übergewichts keine hohe Lebenserwartung. Deni nahm 70 Kilogramm ab und ist heute ein bekannter Influencer und Model in der Fitnessbranche. Seit 2016 ist er aktiv bei Instagram. Bekannt wurde er, als er seine „Vorher-Nachher Bilder“ veröffentlichte und in zahlreichen Zeitungen, Magazinen und Fernsehsendern über seine Veränderung berichtete.